# Château de Lépaud
Le château de Lépaud est situé rue des Chaumes, à Lépaud, dans le département de la Creuse, région Nouvelle-Aquitaine, en France. 
Le château de Lépaud appartenait, en 1171, à Hugues de Chambon qui vint l’habiter à cette époque et affranchit les habitants du bourg. Ce château (XVe siècle), était, avant la Révolution, la propriété du duc de Montpensier ; il a été reconstruit en 1847 ; c’est un massif carré en brique et granit bleu, avec une grosse tour à chaque angle. On remarque dans une des salles une immense cheminée dont le manteau du XVe siècle est admirablement bien sculpté sur toute sa surface ; on y voit l’écusson de la branche de Bourbon Montpensier. Au mois de novembre 1662, Melle de Montpensier fut exilée à Lépaud, pour sa conduite durant la Fronde. 

## Architecture
La façade du château, orientée au sud, fait environ 20m de longueur.
Le donjon, tour ronde en angle, est accolé au nord-ouest du logis.

### Pages externes
- Carte complète des châteaux en Creuse (sur https://umap.openstreetmap.fr)